# Чукаре (Длабкин дол)
Чукаре (на македонска литературна норма: Чукаре) е археологически обект, селище от Желязната, Елинистическата, Римската и Късноантичната епоха, край кичевското село Длабкин дол, Северна Македония. Обявено е за защитен паметник на културата.

## Местоположение
Разположено е в непосредствена близост до Долни Длабкин дол, от северната му страна, на висок рид, който се издига над железопътния мост и коритото на Мала река.

## Описание
На заравненото било с повърхност 200 × 150 m, са запазени останките от селище с отбранителни стени от камък и варов хоросн. На повърхността има фрагменти от керамични съдове, строителен материал и сгурия от разтопена желязна руда. По текстура, изработка, типология и украса керамиката е от различни времена и културни епохи. Находките се съхраняват в Музея в Кичево.